# Winklern bei Oberwölz
Winklern bei Oberwölz  är en ort i kommunen Oberwölz i distriktet Murau i förbundslandet Steiermark i Österrike. Winklern bei Oberwölz var tidigare en självständig kommun, men blev den 1 januari 2015 en del av kommunen Oberwölz. I kommunen ingick även orterna Eselsberg och Mainhartsdorf.